# Rineloricaria platyura
Rineloricaria platyura es una especie de peces de la familia Loricariidae en el orden de los Siluriformes.

## Morfología
Los machos pueden llegar alcanzar los 14 cm de longitud total.

## Distribución geográfica
Se encuentra en los ríos costeros que van desde la desembocadura del río Amazonas hasta el río Esequibo.